# Heinbockel
Heinbockel település Németországban, azon belül Alsó-Szászország tartományban. Lakosainak száma 1514 fő (2023. december 31.). Heinbockel Düdenbüttel, Fredenbeck és Himmelpforten községekkel határos.

## Népesség
A település népességének változása:
| Lakosok száma | 1429 | 1414 | 1389 | 1459 | 1502 | 1514 |
|               | 2016 | 2017 | 2019 | 2021 | 2022 | 2023 |